# Ennanga
Ennanga (luganda, auch nnanga) ist eine achtsaitige Bogenharfe der Baganda im Süden von Uganda. Der Musiker des überwiegend solistisch zur eigenen Gesangsbegleitung gespielten Instruments nahm am Königshof des Reiches Buganda eine hervorgehobene Stellung ein. Die Lieder hatten mythische Erzählungen und aktuelle Ereignisse zum Inhalt, sie unterhielten den Herrscher (Kabaka) und informierten ihn zugleich über das Geschehen draußen im Land. Mit der Auflösung der Königtümer 1966 wurde die alte höfische Musiziertradition unterbrochen, heute ist das ennanga-Spiel fast ausgestorben. Namensverwandt ist die Trogzither inanga.

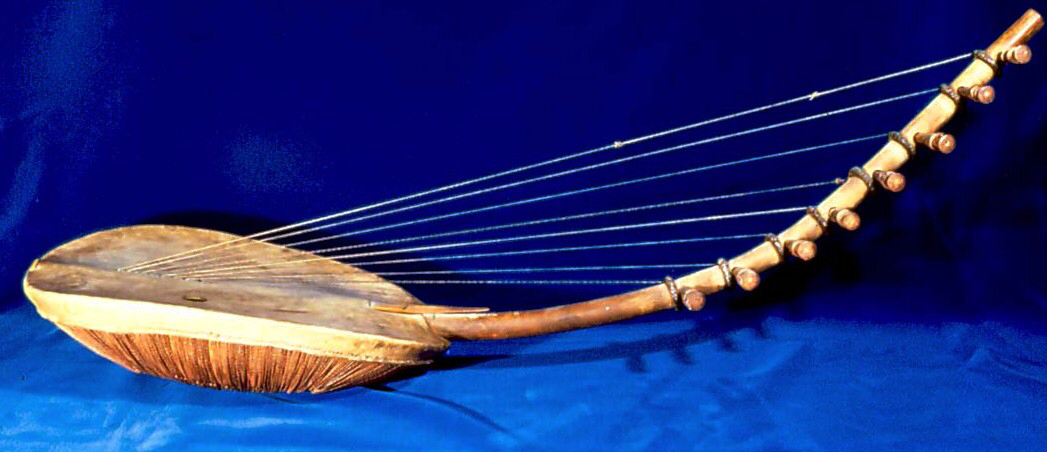
Ennanga, 19. Jahrhundert

## Verbreitung der Bogenharfen
Die ältesten Harfen in Afrika sind in ihrer Grundform als Bogenharfen, die aus einem einzigen Stab bestehen, auf Wandmalereien in Grabkammern aus der altägyptischen 4. Dynastie um 2500 v. Chr. zu sehen. Ab dem 16. Jahrhundert v. Chr. kam im Mittleren Reich die in Mesopotamien schon länger bekannte Winkelharfe hinzu. Bei ihr ist ein Holzstab in einem bestimmten Winkel mit dem Resonanzkörper verbunden, wodurch sich in der Dreiecksfläche dazwischen die Anzahl der Saiten gegenüber der Bogenharfe erhöhen lässt. Anstelle eines Resonanzkörpers können die Stäbe ausgehöhlt sein und als Klangverstärkung dienen. In der arabischen Musik wurden Winkelharfen (ǧank) bis ins 16. Jahrhundert verwendet, in Schwarzafrika blieben sie die Ausnahme. Ein seltenes Beispiel stellt die kondi der Bwaka im Nordwesten des Kongo dar. In Westafrika lässt sich die singuläre, mauretanische ardin auf altägyptische Vorbilder zurückführen. Sie steht unabhängig von ihrer Bauform in keiner Beziehung zu den anderen Harfen, weil sie zum einen nur von Frauen und zum anderen als einzige wie die arabischen und persischen Harfen mit dem Hals nahe am Körper gespielt wird. Ein afrikanischer Harfenspieler hält sein Instrument mit dem Hals vom Körper weg.
Den weltweiten Verbreitungsschwerpunkt für die Bogenharfen bilden Uganda und die Zentralafrikanische Republik. Zwölf Ethnien in Uganda besitzen eine eigene Harfentradition. Dorthin dürfte das Instrument im 1. Jahrtausend über Nubien den Nil aufwärts gekommen sein; möglicherweise bereits vor Zerstörung des Meroe-Reichs im 4. Jahrhundert begann die Ausbreitung nach Süden. Außerhalb Afrikas haben sich von den altindischen Bogenharfen nur noch in Myanmar die saung gauk und in Restexemplaren die vier- bis fünfsaitige waji im Nordosten Afghanistans erhalten. In Ostafrika liegen die Gebiete für die dort vorkommenden unterschiedlichen Leiern normalerweise getrennt von denen der Harfen, nur ausnahmsweise werden wie bei den Baganda im Süden Ugandas Leiern und Harfen zugleich gespielt. Außer der ennanga ist dort die achtsaitige Leier endongo bekannt.
Nach den unterschiedlichen Möglichkeiten, die Halsstange mit dem Korpus zu verbinden, werden – basierend auf Klaus Wachsmann (1964) – die afrikanischen Bogenharfen in drei Formvarianten eingeteilt. Sie erlauben Rückschlüsse auf die Verbreitungswege der Instrumente.
- Bei der Gruppe „Löffel in der Tasse“ liegt der leicht gebogene Hals schräg am Rand des schalenförmigen Korpus, sein Ende reicht etwa bis zur Mitte des Bodens. Die Konstruktion wird allein durch die gespannten Saiten stabil gehalten. Solche Bogenharfen, zu denen die ennanga der Baganda gehört, sind nördlich des Victoriasees auch bei den Acholi und Labwor in Nordostuganda (nördlich Soroti) bekannt. Die Bagwere (im Osten um Mbale) spielen die sechssaitige tongoli, die Langi im zentralen Norden die tum.
- Das Bild vom „Korken in der Flasche“ beschreibt einen meist länglichen Korpus, der an der Stirnseite eine halsartige Verlängerung besitzt, in welche der Stab gesteckt wird. Die Verbindung sitzt deutlich fester als beim ersten Typ. Hierzu gehören die kundi der Azande und die adungu der Alur in Norduganda. Der Verbreitungsschwerpunkt liegt in der Zentralafrikanischen Republik und reicht von Nordkamerun im Westen über Südsudan im Osten bis Nordkongo im Süden.
- Eine ähnlich feste Verbindung ergibt sich, wenn der untere Halsabschnitt an einem Brett am Korpusboden festgeschnürt wird. Diese Form kommt von Westafrika bis Gabun vor.

Laut Klaus Wachsmann, einem Pionier der afrikanischen Musikethnologie, der von 1937 bis 1957 in Uganda lebte, gehört die „Löffel-in-der-Tasse“-Harfe zur Kultur der Niloten oder zu Völkern, die unter ihrem Einfluss standen. Die Völker des Zwischenseengebietes müssen seit langem in Kontakt zum Niltal gestanden haben. (Näheres zur Verbreitung der drei Bogenharfentypen siehe: Adungu.)

## Herkunft der Ennanga

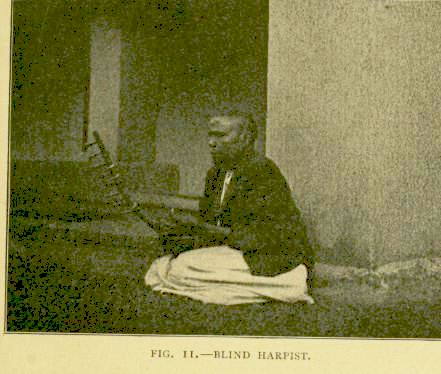
Blinder ennanga-Spieler, 1911

Nach der Überlieferung der Baganda fuhr Kabaka Nakibinge im 15. oder 16. Jahrhundert, als er sich mit dem benachbarten Reich Bunyoro im Krieg befand, einer Weissagung folgend auf die Ssese-Inseln im Victoriasee, wo er einen weisen Mann zu finden hoffte, der sein Volk vor den Angriffen des Feindes retten könne. Er traf dort auf Kibuuka Kyobe Omumbaale, einen jungen Mann, der ein Muttermal auf der Schulter trug. Er spielte gerade Harfe und willigte ein, dem Herrscher nach Buganda zu folgen. Die folgende Schlacht endete zwar zu Gunsten Bugandas, jedoch kamen zuerst Kibuuka und gegen Ende der Schlacht auch Nakibinge ums Leben. Kibuukas Harfe, die den Namen Tannalabankondwe trug, wurde zusammen mit anderen Objekten, die an Kibuuka erinnerten, auf der Insel in Ehren gehalten, bis das Haus, in dem sie sich befanden, im Jahr 1893 zerstört wurde. Zu den Objekten gehörten auch zwei Kürbisrasseln, die zu besonderen Gelegenheiten mit der Harfe und einer Trommel eingesetzt wurden. Eine solche Ensemblebesetzung gab es noch 1945. Der Musiker Evaristo Muyinda sang um die Mitte des 20. Jahrhunderts das Lied Kansimbe omuggo, worin die Verszeile enthalten ist: kansimbe omuggo awali Kibuuka, „lass mich mit dem Stock dorthin gehen und vor Kibuuka treten“. Das Lied erinnert an die geschichtsmythische Begegnung.
Auf der Suche nach der Nilquelle kamen die britischen Afrikaforscher John Hanning Speke und James Augustus Grant 1862 nach Buganda, wo sie von Mutesa I. (reg. 1856–1884) empfangen wurden. Einen knappen Kilometer vom Herrschersitz des Kabaka befand sich der Hof der Königinmutter, wo die beiden Reisenden bei ihrem Empfang einen blinden Harfenspieler in der Nähe der Regentin antrafen. Sie befand sich oft in nächster Gesellschaft eines Harfenspielers. Die Szene ist auch in Spekes Reisebericht Journal of the Discovery of the Source of the Nile (1863) abgebildet. Allein die Harfenspieler hatten einen Zugang zu den Frauen des Königs, aber um diese nicht sehen zu können, soll man ihnen das Augenlicht genommen haben.
1879 sandte der Kabaka von Buganda drei Gesandte nach London, um Königin Victoria zu besuchen. Sie hatten Harfen dabei. Im 19. Jahrhundert verbreitete sich die Bogenharfe von Buganda bis in die Region Buhaya im Nordwesten Tansanias. In der zweiten Hälfte des 19. Jahrhunderts gelangte die Schalenleier ntongooli von Busoga am östlichen Nilufer an den Hof des Kabaka. Die Basoga-Spieler bildeten eine eigene Musikergruppe, ihr Instrument wurde nun endongo genannt, behielt aber den erklärenden Zusatz eya Soga („von den Basoga“). Um 1900 ging die Bedeutung der Harfe zurück und die endongo nahm ihren Platz ein, außerdem kam die endingidi, das einzige Streichinstrument der Baganda hinzu.
Bei den Ritualen am Hof (lubiri) besaß Musik insgesamt einen hohen Stellenwert. Die königlichen Musiker am Hof von Mutesa II. (reg. 1939–1966) wurden gemäß ihrem Ansehen in drei Kategorien eingeteilt: Zur ersten Gruppe, die permanent auf dem Palastgelände lebten, gehörten die Harfenspieler. Die zweite Gruppe (Spieler der Röhrenspießgeige endingidi, der Leier endongo, der Xylophone und Trommler) war nur zu besonderen Anlässen vorübergehend dort untergebracht und die übrigen Musiker, die nicht zum eigentlichen Palastorchester zählten, übernachteten grundsätzlich außerhalb.
Der persönliche Harfenspieler des Kabaka trug den Titel mulanga (abgeleitet vom Verb okulanga, „ankündigen“). Außer mit seinen leisen Zupftönen zu unterhalten, hatte der mulanga, dem prophetische Gaben zugesprochen wurden, die Aufgabe, den Herrscher über aktuelle Ereignisse in seinem Land zu informieren und ihn vor möglichen Gefahren zu warnen. Der mulanga konnte auch Bürgern eine Stimme verleihen, die ihr Anliegen nicht direkt dem Herrscher vortragen durften. Indem der mulanga die Beschwerden der Bürger in Liedform gekleidet vortrug, fungierte er als einflussreicher Vermittler zwischen dem Kabaka und seinen Untertanen.
Der berühmteste Harfenspieler Anfang des 20. Jahrhunderts war James Mayanja, dessen Schüler Temusewo Mukasa gilt als der letzte große ennanga-Spieler von Buganda, von dem Evaristo Muyinda in den 1940er Jahren das Harfenspiel erlernte. Dies geschah auf Anregung von Klaus Wachsmann, der 1948 als Kurator des Uganda-Museums Muyinda für den Aufbau eines Museumsorchesters engagierte. Diese Wiederbelebung der traditionellen Musik fand 1966 ihr Ende, als der durch einen Staatsstreich an die Macht gekommene Milton Obote das politisch unruhige Land mit Notstandsgesetzen regierte, Kabaka Mutesa II. zur Flucht außer Landes zwang und die Königtümer auflöste.
In der Region der Acholi im Norden und im Gebiet Ankole im äußersten Südwesten heißt eine Trogzither ennanga und in einem weiten Gebiet von Burundi und Ruanda bis Ostkongo inanga. Die Frauen der Haya in Buhaya spielten früher einen gleichnamigen Mundbogen. Dass später die europäische Violine ebenfalls als ennanga bezeichnet wurde, spricht für die besondere Bedeutung der Harfe.

## Bauform

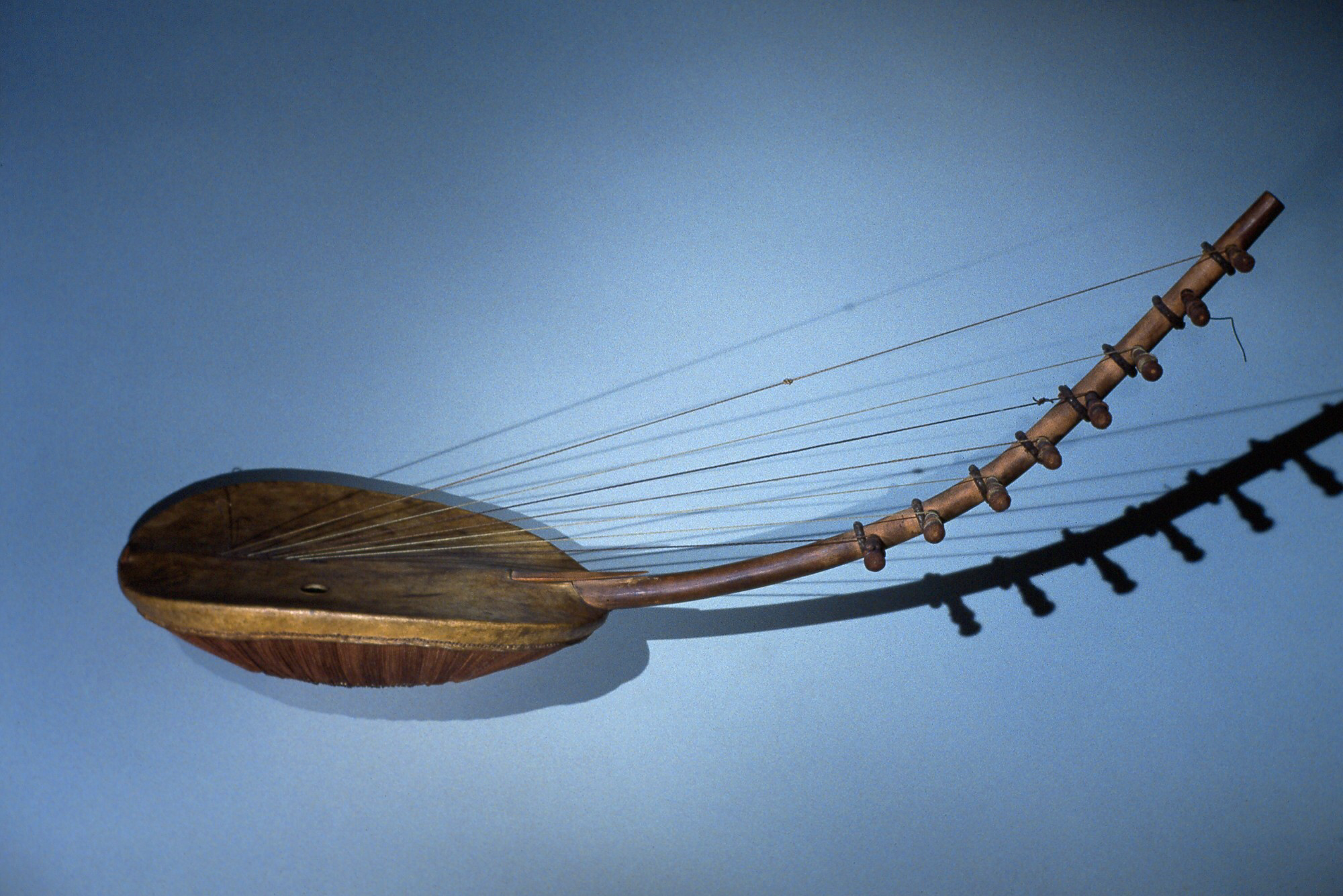
Ennanga, 19. Jahrhundert. Anderes Foto des oben abgebildeten Instruments aus dem Metropolitan Museum of Art.

Die ennanga besteht aus einer flachen Holzschale und einer leicht gebogenen Halsstange, deren unterer Krümmungsradius etwa der Schalenform entspricht. Die Membrandecke aus Rindshaut wird durch eine dichte Verschnürung gegen ein Hautstück an der Unterseite des Korpus verspannt. Die auf und ab gezogenen zweifarbigen Schnüre verdecken vollständig das Holz und ergeben ein abwechselnd dunkelbraun und beiges Streifenmuster, gelegentlich noch mit Rot als dritter Farbe. Die Saiten sind am unteren Ende an einer Holzleiste befestigt, die mittig längs unter der Hautdecke verläuft. Als Besonderheit treten bei der ennanga beide Enden der Saitenhalterleiste aus der Hautdecke heraus. Das untere Ende liegt auf dem Korpusrand auf, der obere, den Halsstiel berührende Abschnitt ist passgenau angespitzt und heißt eddimi, „dicke Zunge“.
Die Decke besitzt an einer Stelle ein kreisrundes Loch von wenigen Zentimetern Durchmessern. Acht Saiten verlaufen durch eine Bohrung in der Haut und der Holzleiste bis zum Hals, an dem sie mit seitenständigen Holzwirbeln gespannt werden. Um eine neue Saite aufzuziehen, wird diese angespitzt und von oben durch die Decke in das Innere geschoben, mit einem Haken oder einem ähnlichen Gegenstand aus dem Loch herausgefischt, am Ende um ein kleines Hautstückchen verknotet, wieder zurückgezogen und schließlich mit dem freien Ende am Wirbel befestigt. Die Saite besteht traditionell aus Ziegenhaut; Draht und Nylon sind in Mode gekommen.
Zur Herstellung der Saiten lässt man Ziegenhaut oder Rindshaut eine Woche an der Sonne trocknen, schabt die Fleischreste ab und spannt sie fest. Die Haut wird möglichst gleichmäßig in Streifen geschnitten, die restlichen Haare entfernte man früher mit einer Glasscherbe und heute mit Schleifpapier. Nachdem die Hautstreifen ein bis eineinhalb Stunden im Wasser gequollen sind, werden sie an einem Ende festgenagelt und um eine Schnur eng bis zum gewünschten Durchmesser gedreht. Bis Anfang des 20. Jahrhunderts wurden Rindersehnen als Saiten verwendet. Um nicht feucht zu werden, rieb man die Saiten mit Rizinusöl ein.
Unterhalb der Wirbel, die alle afrikanischen Bogenharfen besitzen, sind Ringe aus mit Eidechsenhaut umwickelten Bananenpflanzenfasern um den Hals gebunden. In ihnen steckt jeweils ein kleines Holzstäbchen. Dieses bringt der Musiker vor dem Spiel in Position dicht an die Saite, wodurch beim Anreißen der Saite ein schnarrender Ton entsteht, sich die Lautstärke erhöht und die Tondauer verlängert. Anstelle der Holzstäbchen werden gelegentlich Metallstreifen oder Glöckchen angebracht.

## Spielweise
Der sitzende, in der traditionellen Hofmusik stets männliche Spieler hält den Korpus im Schoß, die Halsstange ragt vom Körper abgewandt nach schräg oben. Wie bei nahezu allen afrikanischen Harfen wird kein Plektrum verwendet. Der Sänger begleitet sich selbst, indem er mit Daumen und Zeigefinger beider Hände die Saiten ineinandergreifend (verzahnt, englisch: interlocking) anreißt. Mit der rechten Hand spielt er den musikalischen Part okunaga („zu schlagen beginnen“) und erzeugt so eine grundlegende Tonreihe. Die linke Hand produziert eine halbierende, kontrastierende Reihe dazwischen, die okwawula („teilen, differenzieren“) genannt wird. Im Zusammenklang ergibt sich eine Gesamtreihe in doppelter Geschwindigkeit.
Nach der höfischen Musizierpraxis wurden die Lieder zunächst für Harfe und Gesang komponiert und danach auf lauter klingende Instrumente wie das Holmxylophon amadinda oder das Ensemble der gestimmten entenga-Trommeln übertragen. Bei der amadinda mit zwölf Klangplatten sitzen sich zwei Musiker gegenüber und schlagen zehn der Platten, ein dritter (omukoonezi) sitzt an einer Seite und spielt nur die beiden höchsten Klangplatten (er verdoppelt zwei Oktaven höher die Töne der beiden anderen). Der Part der rechten Hand des Harfenspieler fällt am Xylophon dem omunazi zu, sein Gegenüber heißt omuwazi, er spielt die linkshändige Melodie des Harfenspielers.
Wie auch in der übrigen traditionellen Musik im Süden Ugandas sind die Saiten in annähernd äquipentatonischen Abständen gestimmt (die Oktave wird in fünf etwa gleich große Tonstufen unterteilt). In den Instrumentalstilen Bugandas gibt es keine Akkorde außer ungefähren Oktavparallelen, die neben der ennanga-Musik auch für das Spiel der amadinda, der größeren Xylophone embaire und akadinda und des Lamellophons kadongo charakteristisch sind. Bei der beschränkten Saitenzahl kommen für das Spiel in Oktaven nur drei Töne der pentatonischen Stimmung in Betracht. Gesangsstimme (okuyimba) und Harfe folgen einander im Oktavabstand.
Bei der Übertragung von der Harfe auf das Xylophon geht die Gesangsstimme verloren, für den einheimischen, geübten Zuhörer ist dies jedoch kein Verlust, da er sich nach dem Prinzip der Paralleloktaven den Gesang dazudenken kann. Die musikalische Struktur ist bei beiden Instrumenten dieselbe, dennoch macht es einen großen Unterschied, ob die zu hörende Tonfolge von einer Person durch das abwechselnde Zupfen der Saiten mit zwei Fingern beider Hände, oder durch zwei Spieler, die beidhändig auf Platten schlagen, erzeugt wird. Die enorme Geschwindigkeit ist für den Harfenspieler spieltechnisch anspruchsvoll. Dazu kommt ein unterschiedliches Klangbild der beiden Instrumente: Durch den Schnarreffekt der Holzstäbchen tönen die Harfensaiten länger als die Xylophonplatten, es kommt stärker zu Konsonanzen, obwohl – abgesehen von Oktaven – alle Töne nacheinander und nicht gleichzeitig gespielt werden.
Spekulativ ist die These, dass einige der durch Überlagerung entstandenen rhythmischen Muster (inherent pattern) strukturell mit den Standardpattern identisch sein könnten, die Arthur Morris Jones in der Ewe-Trommelmusik Westafrikas für die Doppelglocke gankogui fand. Demnach hätte eine Entwicklung stattgefunden von den resultierenden Rhythmen in Buganda zu segmentierten Rhythmusformeln (Standardpattern) in Ghana. Gerhard Kubik vergleicht die inherent pattern und die Oktavparallelen in der Hofmusik von Buganda mit der Spielweise des Lamellophons timbrh in Zentralkamerun.
Eines der berühmtesten alten Harfenlieder Bugandas trägt den Titel Plutalo olw’e Nsini lwatta abantu („Die Schlacht von Nsini tötete Menschen“), sein Text dürfte aus der Regierungszeit der Herrscher Jjunju und Semakokiro (um 1764 – um 1794) stammen. Das Lied handelt von der Schlacht, in der Jjunju das Gebiet Buddo (bei der Stadt Masaka) von Bunyoro eroberte und um die Fehde zwischen ihm und seinem Bruder Semakokiro, bei der Jjunju ums Leben kam. Die Geschichte wird bis heute in der mündlichen Überlieferung weitergegeben und ist der Inhalt weiterer Lieder für Harfe und Xylophon.

## Diskografie
- Herbert Bagesikagi (ennanga), Margaret Kabahindi (ennanga) u. a.: Ennanga. Epic Songs from Uganda. Joop Veuger und Michael Oneka (Text). Pan Records, Ethnic Series, PAN 2057CD, 1998